# Гранд Букль феминин
Гранд Букль феминин (фр. Grande Boucle féminine internationale) — женская шоссейная многодневная велогонка, проходившая по территории Франции с 1992 по 2009 год.

## История

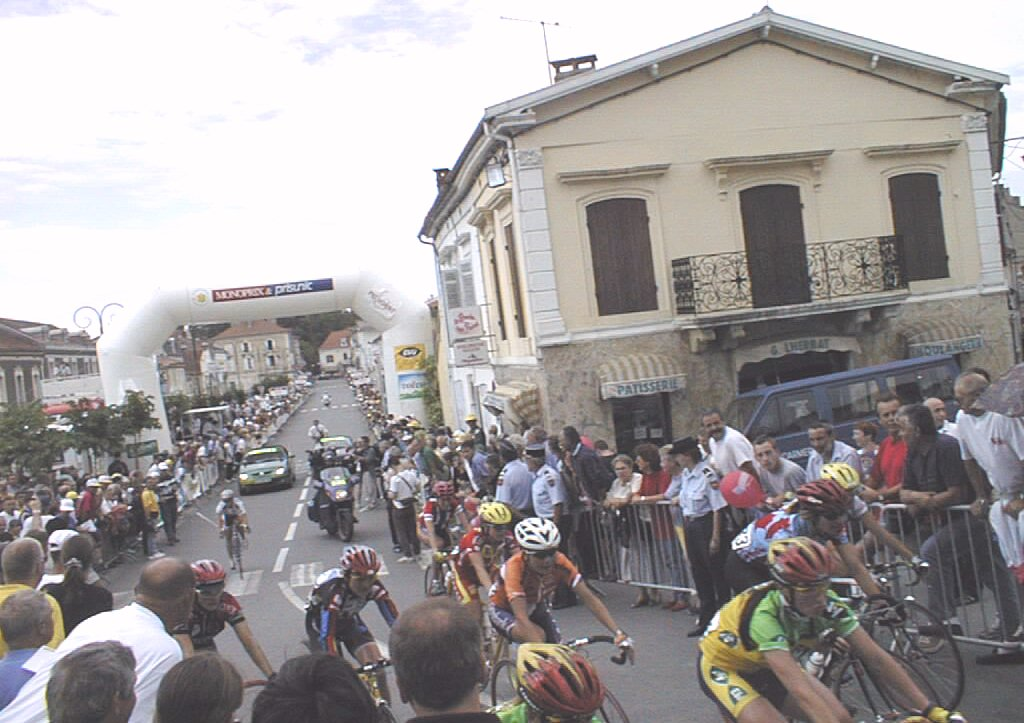
Финиш этапа в 1999 году

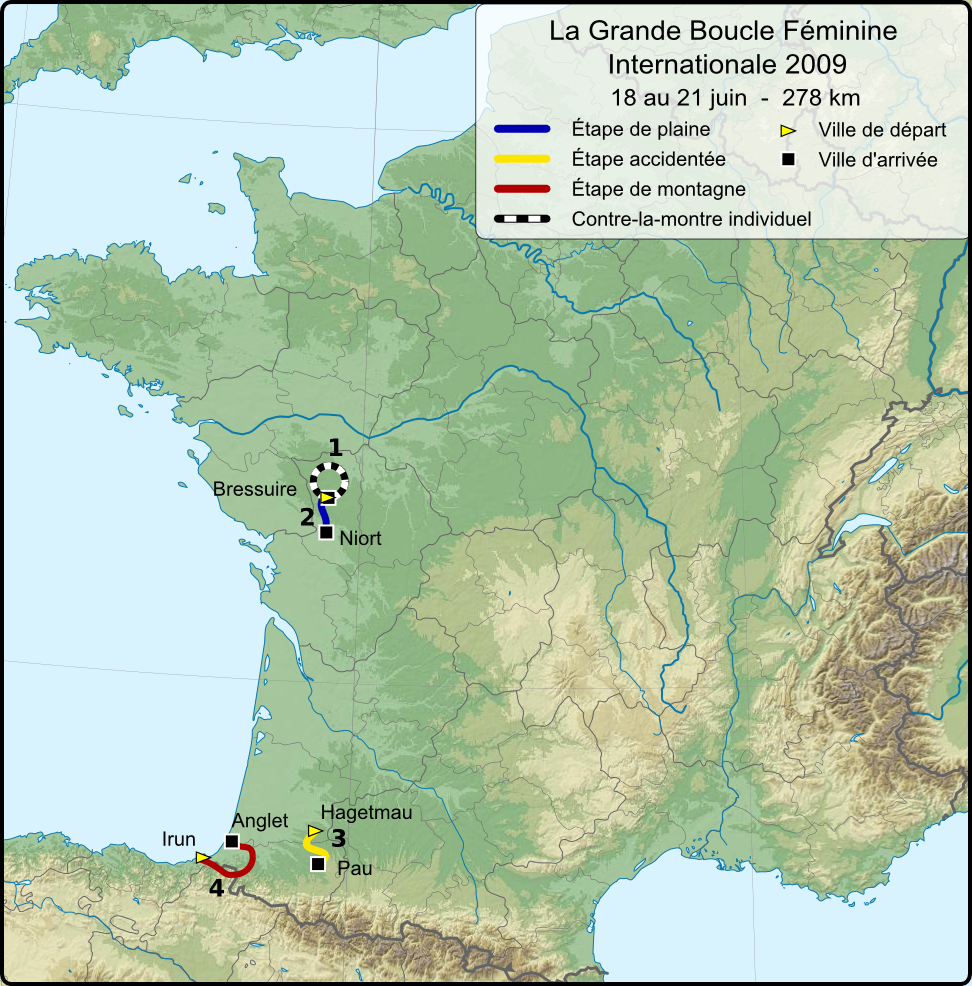
Маршрут гонки в 2009 году

Гонка была организована в 1992 году независимым организатором Пьером Буэ. Она получила название Tour cycliste féminin, поскольку использование бренда Тур де Франс было невозможным, так как он на законных основаниях принадлежал Société du Tour de France (в сентябре того же года ставшая частью A.S.O.).
Первые два года она проводилась одновременно, но в разные месяцы, с другой уже существовавшей гонкой - Женским Туром ЕЭС. Нидерландка Леонтин Ван Морсел в 1992 году выиграла обе эти гонки.
В 1998 году из-за спора с A.S.O., заявившей о своих правах и на простой термин Tour, Пьер Буэ был вынужден изменить название гонки на Grande Boucle féminine internationale. По тем же причинам велогонщица, возглавлявшая генеральную классификацию, стала носить золотую майку, а не жёлтую майку, которая так же ассоциировалась Тур де Франс.
Дело Festina в 1998 году усложнило поиск партнёров. Из-за нехватки финансовых средств гонка тогда была предметом критики со стороны части женского пелотона: её критиковали за выбор отелей более низкого качества без кондиционеров, длительные переезды между этапами, затяжные нейтрализованные старты (расстояние между фиктивным и реальном местом старта) и невыплату премиальных..
Гонка 2003 года пришлась на погодный период сильной жары. После второго этапа последовал в частности поздний переезд с Корсики на материковую Францию, когда команды добрались до отелей только поздно ночью. Поэтому жюри сократило третий этап на тридцать километров. Четвёртый этап, изначально представленный как королевский горный, сократили всего до тридцати пяти километров. Также на дистанции были уменьшены высоты подъёмов. Более того, A.S.O. продолжало вставлять палки в колёса организатору гонки, который больше не мог преодолевать финансовые трудности. Всё это привело к тому, что в 2004 году гонка не проводилась.
Однако в 2005 году Grande Boucle вернулась, но с укороченным маршрутом (всего 6 этапов вместо 12—14 как в предыдущие годы), который прошёл по территории только одного региона Франции, из-за чего Международным союзом велосипедистов (UCI) понизил статус гонки до национального и стал искать ей замену: UCI фактически объявил тендер на организацию крупной многодневной женской гонки во Франции. Участие в гонке 2005 года приняло всего 66 гонщиц.
В следующем 2006 году старт итальянской Giro Donne, женского аналога мужской Джиро д'Италия, и имевшей более высокий соревновательный статус, был дан во время Grande Boucle, что помешало гонщицам принять участие в обоих гонках.  С 2005 по 2009 год Grande Boucle выигрывала представительница команды Univega / Cervélo, которая несколько раз меняла своё название. Гонка 2010 года была запланирована организатором Пьером Буэ, но не была зарегистрирована UCI в официальном календаре, что привело к её отмене. Одной из причин отказа в регистрации являлся отчёт одного из членов жюри UCI об издании 2009 года. Эта отмена привела к исчезновению гонки Grande Boucle.

## Призёры
| Год                | Победитель          | Второй              | Третий                 |
| ------------------ | ------------------- | ------------------- | ---------------------- |
| 1992               | Леонтин Ван Морсел  | Жанни Лонго         | Хейди Ван де Вейвер    |
| 1993               | Леонтин Ван Морсел  | Марион Клинье       | Хейди Ван де Вейвер    |
| 1994               | Валентина Полханова | Раса Поликевичюте   | Сесиль Оден            |
| 1995               | Фабиана Луперини    | Жанни Лонго         | Луция Цберг            |
| 1996               | Фабиана Луперини    | Раса Поликевичюте   | Жанни Лонго            |
| 1997               | Фабиана Луперини    | Барбара Хееб        | Линда Джексон          |
| 1998               | Эдита Пучинскайте   | Фабиана Луперини    | Алессандра Каппеллотто |
| 1999               | Диана Жилюте        | Валентина Полханова | Эдита Пучинскайте      |
| 2000               | Жоан Сомарриба      | Эдита Пучинскайте   | Жеральдина Лёвенгут    |
| 2001               | Жоан Сомарриба      | Фабиана Луперини    | Юдит Арндт             |
| 2002               | Зинаида Стагурская  | Сюзанн Юнгског      | Жоан Сомарриба         |
| 2003               | Жоан Сомарриба      | Николь Брендли      | Юдит Арндт             |
| 2004не проводилась |                     |                     |                        |
| 2005               | Приска Доппман      | Эдвиж Питель        | Кристиана Зёдер        |
| 2006               | Николь Кук          | Марилин Сальвета    | Татьяна Шаракова       |
| 2007               | Николь Кук          | Приска Доппман      | Эмма Пули              |
| 2008               | Кристиана Зёдер     | Карин Тюриг         | Николь Кук             |
| 2009               | Эмма Пули           | Кристиана Зёдер     | Марианна Вос           |